# Georges Cain
Georges Jules Auguste Cain, född 16 april 1856 och död 4 mars 1919, var en fransk målare och författare, son till Auguste Nicolas Cain.
Cain var lärjunge till Alexandre Cabanel och Édouard Detaille, och utställde från 1876 omsorgsfullt utförda historiska genrebilder, samt illustrerade bland annat Honoré de Balzacs La cousine Bette.